# Glaser-Dirks DG-200
Dimensions
Le DG-200 est un planeur de 15 m ou 17 m d'envergure et équipé de volet de courbure et de ballast. Il a été conçu par la société  Glaser-Dirks, et est suivi par la société DG Flugzeugbau.

Planeur conçu pour la classe FAI 15 mètres comme son concurrent direct le LS 3.
Le DG-200 est autorisé en configuration 15 m  de voler à une vitesse maximale de 270 km/h et une masse au décollage maximale de 450 kg. De plus la vision extérieure est excellente et le train d'atterrissage suffisamment suspendu par une roue de diamètre de 5 pouces.

## Version
Le DG-200 est le deuxième planeur développé par Wilhelm Dirks après DG-100.
Le premier vol du DG-200 en 15 mètres s'effectua en 1977, ensuite suivit le DG-200/17, avec des rallonges d'ailes pour porter l'envergure à 17 mètres.
L'évolution du DG-200 se nomma le DG-202 et/ou le DG-202/17 et arriva en 1980.
Il était équipé d'une verrière monobloc, d'un profil modifié et un branchement automatique de la profondeur.
Le DG-202/17C avec des longerons en fibre de carbone.
C'est à partir de ces longerons que l'on développa le DG-400 motorisé.

## Histoire
Des pilotes de planeur souhaitaient depuis longtemps une adaptation optimale du profil par rapport à la vitesse.
De pouvoir voler à une vitesse donnée et obtenir le meilleur rendement aérodynamique possible et également avoir une possibilité d'avoir une vitesse d'approche faible lors de vache.
Dans les années 70, la technologie a permis d'obtenir des profils variables avec l'utilisation de fibre de verre et de carbone. Les volets de courbure qui permettent de cabrer le bord de fuite du profil de l'aile et donc d'augmenter la traînée ou la réduire. La Classe FAI 15 mètres sont tous équipé de ce système.